# Seznam kardinálů jmenovaných Benediktem XVI.
Papež Benedikt XVI. během svého pontifikátu jmenoval v pěti konzistořích 90 kardinálů. Kardinálové v době jmenování mladší 80 let, tedy oprávněni účastnit se konkláve, jsou označeni hvězdičkou. Poslední konzistoř se konala dne 24. listopadu 2012.

## Konzistoř 24. března 2006
1. Carlo kardinál Caffarra (1. června 1938 – 6. září 2017)
2. Andrea kardinál Cordero Lanza di Montezemolo (27. srpna 1925 – 19. listopadu 2017)
3. Peter Poreku kardinál Dery (10. května 1918 – 6. března 2008)
4. Stanisław kardinál Dziwisz
5. Nicholas kardinál Cheong Jin-Suk (7. prosince 1931 – 27. dubna 2021)
6. William Joseph kardinál Levada (15. června 1936 – 26. září 2019)
7. Antonio Cañizares kardinál Llovera *
8. Seán Patrick kardinál O'Malley OFMCap
9. Jean-Pierre Bernard kardinál Ricard
10. Franc kardinál Rodé CM
11. Gaudencio Borbon kardinál Rosales
12. Jorge Liberato kardinál Urosa Savino (28. srpna 1942 – 23. září 2021)
13. Agostino kardinál Vallini
14. Albert kardinál Vanhoye SJ (24. července 1923 – 29. července 2021)
15. Joseph kardinál Zen Ze-kiun SDB

## Konzistoř 24. listopadu 2007
1. Angelo kardinál Bagnasco
2. Umberto kardinál Betti OFM (7. března 1922 – 1. dubna 2009)
3. Seán Baptist kardinál Brady
4. Angelo kardinál Comastri
5. Giovanni kardinál Coppa (9. listopadu 1925 – 16. května 2016)
6. Paul Josef kardinál Cordes (5. září 1934 - 15. března 2024)
7. Emmanuel III. kardinál Delly (27. září 1927 – 8. dubna 2014)
8. Daniel Nicholas kardinál DiNardo *
9. Raffaele kardinál Farina SDB
10. John Patrick kardinál Foley (11. listopadu 1935 – 11. prosince 2011)
11. Agustín kardinál García-Gasco y Vicente (12. února 1931 – 1. května 2011)
12. Oswald kardinál Gracias
13. Estanislao Esteban kardinál Karlic (7. února 1926 – 8. srpna 2025)
14. Giovanni kardinál Lajolo
15. Lluís María kardinál Martínez i Sistach
16. Urbano kardinál Navarrete Cortés SJ (25. května 1920 – 22. listopadu 2010)
17. John kardinál Njue *
18. Francisco kardinál Robles Ortega *
19. Stanisław Marian kardinál Ryłko
20. Leonardo kardinál Sandri
21. Théodore-Adrien kardinál Sarr
22. Odilo Pedro kardinál Scherer *
23. André Armand kardinál Vingt-Trois (7. listopadu 1942 - 18. července 2025)

Benedikt XVI. při konzistoři také oznámil, že hodlal jmenovat kardinálem polského biskupa Ignáce Jeże, který v předvečer nominace zemřel.

## Konzistoř 20. listopadu 2010
1. Angelo kardinál Amato SDB (8. června 1938 – 31. prosince 2024)
2. Raymundo kardinál Damasceno Assis
3. Fortunato Baldelli (6. srpna 1935 – 20. září 2012)
4. Domenico kardinál Bartolucci (7. května 1917 – 11. listopadu 2013)
5. Walter kardinál Brandmüller
6. Raymond Leo kardinál Burke *
7. Velasio kardinál De Paolis CS (19. září 1935 – 9. září 2017)
8. José Manuel kardinál Estepa Llaurens (1. ledna 1926 – 21. července 2019)
9. Kurt kardinál Koch *
10. Reinhard kardinál Marx *
11. Medardo Joseph kardinál Mazombwe (24. září 1931 – 29. srpna 2013)
12. Laurent kardinál Monsengwo Pasinya (7. října 1939 – 11. července 2021)
13. Francesco kardinál Monterisi
14. Antonios kardinál Naguib (18. března 1935 – 28. března 2022)
15. Kazimierz kardinál Nycz *
16. Mauro kardinál Piacenza
17. Albert Malcolm Ranjith kardinál Patabendige Don *
18. Gianfranco kardinál Ravasi
19. Paolo kardinál Romeo
20. Robert kardinál Sarah
21. Paolo kardinál Sardi (1. září 1934 – 13. července 2019)
22. Elio kardinál Sgreccia (6. června 1928 – 5. června 2019)
23. Raúl Eduardo kardinál Vela Chiriboga (1. ledna 1934 – 15. listopadu 2020)
24. Donald William kardinál Wuerl

## Konzistoř 18. února 2012
1. Santos kardinál Abril y Castelló
2. George kardinál Alencherry *
3. Karl Josef kardinál Becker SJ (18. dubna 1928 – 10. února 2015)
4. Giuseppe kardinál Bertello
5. Giuseppe kardinál Betori *
6. João kardinál Braz de Aviz *
7. Domenico kardinál Calcagno
8. Francesco kardinál Coccopalmerio
9. Thomas Christopher kardinál Collins *
10. Timothy Michael kardinál Dolan *
11. Jaroslav Dominik kardinál Duka OP
12. Willem Jacobus kardinál Eijk *
13. Fernando kardinál Filoni *
14. Prosper kardinál Grech OSA (24. prosince 1925 – 30. prosince 2019)
15. Manuel kardinál Monteiro de Castro *
16. Lucian kardinál Mureşan
17. Edwin Frederick kardinál O'Brien
18. Julien kardinál Ries (19. dubna 1920 − 23. února 2013)
19. John kardinál Tong Hon
20. Antonio Maria kardinál Vegliò
21. Giuseppe kardinál Versaldi
22. Rainer Maria kardinál Woelki *

## Konzistoř 24. listopadu 2012
1. James Michael Harvey *
2. Rubén Salazar Gómez
3. John Olorunfemi Onaiyekan
4. Béchara Butrus Raï OMM
5. Luis Antonio Gokim Tagle *
6. Isaac Baselios Cleemis Thottunkal *